# Bloggies
The Weblog Awards beziehungsweise die Bloggies sind jährlich stattfindende internationale nicht-kommerzielle Preisvergabe für Weblogs. Die Preise werden seit 2001 in verschiedenen Kategorien vergeben. Die Bloggies sind die älteste und eine der größten Preisvergaben für Weblogs. Die Gewinner werden durch öffentliche Wahlen über das Internet ermittelt und von Nikolai Nolan vorgestellt. Viele große Nachrichtenmedien berichten darüber.